# Tingvollfjorden
 Ikke at forveksle med søen  Tingvollfjorden (Ål) i Ål kommune i Viken fylke
Tingvollfjorden (også kaldt Sunndalsfjorden og Raudsandsfjorden) er en fjord i kommunerne Tingvoll, Gjemnes og Nesset i Møre og Romsdal fylke i Norge. 
Fjorden er 35 kilometer lang, og går fra indløbet ved Bergsøysundet mod sydvest til Ballsneset ved grænsen  til Sunndal kommune. Herfra fortsætter fjorden under navnet Sunndalsfjorden ind til Sunndalsøra. Tingvollfjorden og Sunndalsfjorden er til sammen 52 kilometer lang. Ved indløbet i nord går Bergsøyfjorden vestover til Batnfjorden.
Riksvei 70 fra Kristiansund går langs nordsiden af fjorden ved indløbet, over Bergsøya og Aspøya, og videre  på østsiden af fjorden til byen og kommunecenteret Tingvoll inderst i Tingvollvågen. Vejen passerer gennem bygderne Bogsaspa, Eikrem, Gyl og Bergem. 
På vestsiden af fjorden går fylkesvej 666 fra indløbet mod syd gennem bygderne Kvalvåg, Hoem, Flemma og Angvika til Raudsand, hvor vejen går ind i landet. Fra bygden Eidsøra går fylkesvej 62 videre sydover langs fjorden  til Sunndalsøra.